# Club Bàsquet Joventut Llucmajor
El Club Bàsquet Joventut Llucmajor o Palmer Basket Mallorca por motivos de patrocinio, es un club de baloncesto que compite en la Primera FEB, la segunda categoría de España. Fue fundado en 1964 y tiene su sede en el municipio de Llucmajor perteneciente a Palma de Mallorca (Baleares) y disputa sus partidos en el Polideportivo Municipal de Llucmajor.

## Instalaciones
Las instalaciones que utiliza el club para todos sus equipos, es el Polideportivo Municipal de Llucmajor, situado en la Calle Mateu Montserrat s/n, Llucmajor (Islas Baleares).

## Historia
El Club de Baloncesto Joventut Llucmajor se fundó en el año 1964 en la Ciudad de Llucmajor, situada en la comarca de Migjorn en el sur de Mallorca. 
El 30 de julio de 2020, tras la renuncia del Bàsquet Calviá a jugar en Liga EBA, el club se inscribiría en la cuarta categoría nacional.
En la temporada 2020-21 en su estreno en la Liga EBA quedarían primeros de grupo y disputando el Play Off de ascenso a Liga LEB Plata. Quedando entre los 10 primeros equipos de la Liga EBA de todo el territorio español. 
En la temporada 2022-23, se volvería a repetir campeonato del Grupo C de Liga EBA y esta vez si se produciría el ascenso a Liga LEB Plata.

## Baloncestistas formados en categorías inferiores
Varios jugadores de baloncesto de alto nivel se formaron en este club como Pere Tomàs, Joan Tomàs e Inma Zanoguera, convocada por la selección española de baloncesto en categorías inferiores y durante cuatro años jugó en la liga universitaria estadounidense en las filas de la Universidad de Toledo, Ohio.

## Denominaciones
- AEA Solidaria Llucmajor (2020-2022)
- Palmer Basket Mallorca (2022-actualidad)

## Palmarés
- Campeón Liga Regular Grupo C Liga EBA. Año 2021, 2023
- Campeón de la categoría Segunda FEB. Año 2025

## Categorías inferiores
El club tiene dieciocho equipos, de los cuales cuatro equipos son en categoría femenina.

## Temporadas
- 2023-2024 Palmer Basket Mallorca - LEB Plata
- 2022-2023 Palmer Basket Mallorca - EBA Grupo C [1º (Ascenso)]
- 2021-2022 AEA Solidaria Llucmajor - EBA Grupo C  [5º]
- 2020-2021 AEA Solidaria Llucmajor - EBA Grupo C  [1º]